# Албанија на Дечјој песми Евровизије
Албанија је први пут учествовала на Дечјој песми Евровизије 2012. која се одржала у Амстердаму, Холандија.

## Представници
| Година    | Извођач(и)       | Песма                      | Пласман          | Поени            |
| --------- | ---------------- | -------------------------- | ---------------- | ---------------- |
| 2012      | Игзидора Ђета    | Kam nje kenge vetem per ju | 12               | 35               |
| 2013–2014 | Није учествовала | Није учествовала           | Није учествовала | Није учествовала |
| 2015      | Мишела Рапо      | Dambaje                    | 5                | 93               |
| 2016      | Клеста Ћехаја    | Besoj                      | 13               | 38               |
| 2017      | Ана Кодра        | Don't Touch My Tree        | 13               | 67               |
| 2018      | Ефи Ђика         | Barbie                     | 17               | 44               |
| 2019      | Исеа Чили        | Mikja ime fëmijëri         | 17               | 36               |
| 2020      | Није учествовала | Није учествовала           | Није учествовала | Није учествовала |
| 2021      | Ана Ђебреа       | Stand By You               | 14               | 84               |
| 2022      | Кејтљин Ђата     | Pakëz diell                | 12               | 94               |
| 2023      | Виола Ђизељи     | Bota ime                   | 8                | 115              |
| 2024      | Никољ Џабељи     | Vallëzoj                   | 7                | 126              |
| 2025      | Крони Пуља       | Fruta perime               |                  |                  |